# سودومیر
سودومیر (به لاتین: Sudoměř) یک منطقهٔ مسکونی در جمهوری چک است که در ناحیه ملادا بولسلاو واقع شده‌است.